# ATP12A
ATP12A‏ (ATPase H+/K+ transporting non-gastric alpha2 subunit) هوَ بروتين يُشَفر بواسطة جين ATP12A في الإنسان.